# Le Bateau de pêche
Le Bateau de pêche est un tableau réalisé en 1865 par le peintre français Gustave Courbet. Réalisé à l'huile sur toile, le tableau représente un bateau de pêche échoué sur la côte normande près de Trouville. Il appartient à la collection du Metropolitan Museum of Art, à New York.

## Description
L'œuvre faisait partie d'une série de 35 peintures à l'huile que Courbet produisit en série à l'automne 1865. Contrairement à de nombreuses autres marines de cette époque, le bateau est ici l'élément central de la composition plutôt qu'un élément mineur. Le Bateau de pêche a été la première œuvre de Courbet à entrer dans la collection du Met lors de son acquisition en 1899.